# Jean-Claude Kaufmann

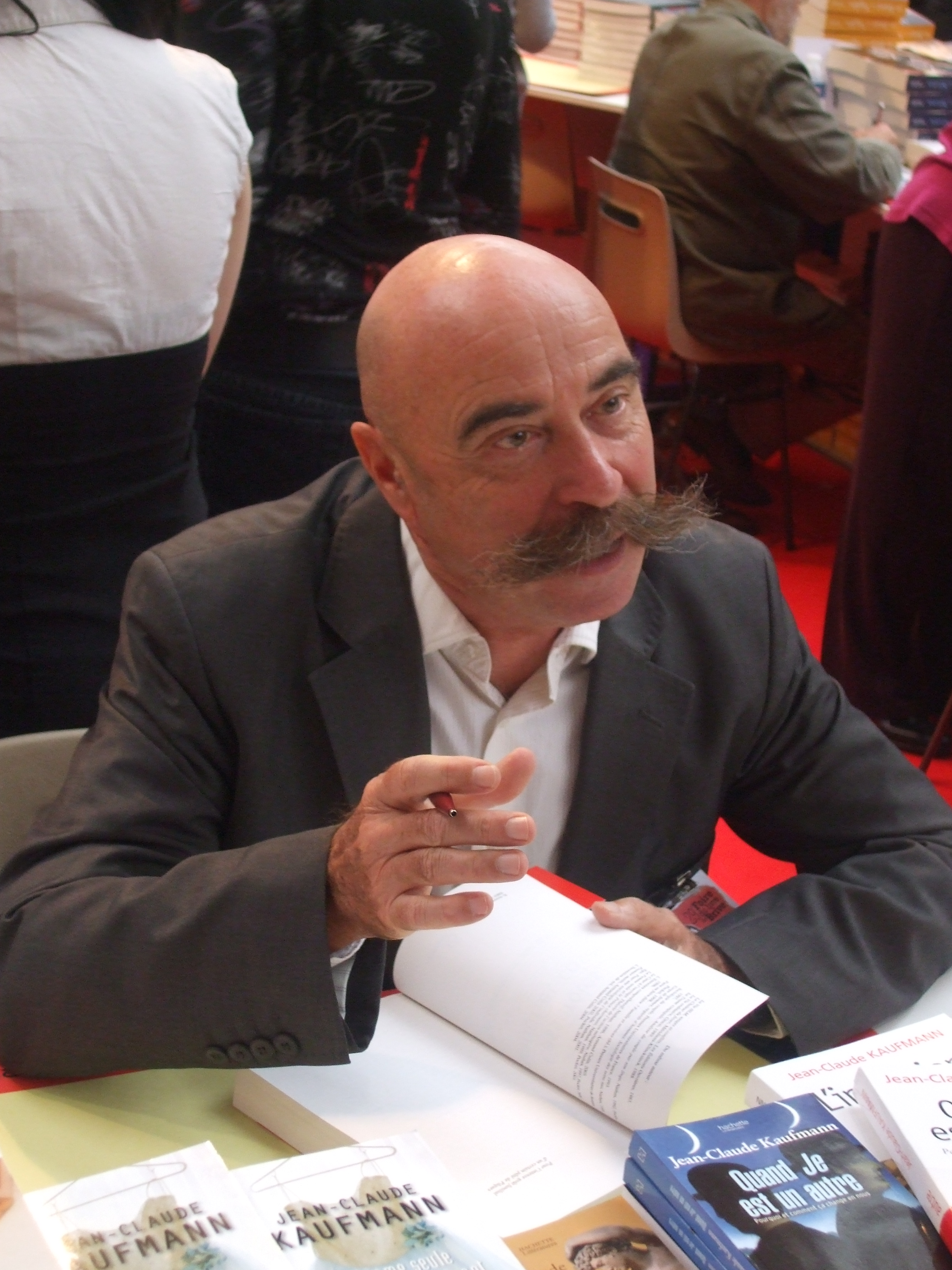
Jean-Claude Kaufmann in der 2010 Buchmesse Brive-la-Gaillarde

Jean-Claude Kaufmann (* 12. April 1948 in Rennes) ist ein französischer Soziologe.
Er ist am Centre national de la recherche scientifique (CNRS) der Pariser Sorbonne tätig und beschäftigt sich seit Jahren mit Themen rund um die Paarbeziehung und das Alltagsleben.

## Leben
Jean-Claude Kaufmann begann seine berufliche Laufbahn als Soziologe 1969 mit einem Forschungsauftrag. Seit 1977 arbeitet er am CNRS, zunächst als Forschungsbeauftragter, seit 2000 als Forschungsdirektor. Er ist Mitglied des Centre de Recherche sur les Liens Sociaux (CERLIS), eines CNRS-Instituts der Universität Paris V - Sorbonne, wo er auch lehrt.

## Methode
Kaufmann entwickelte neue Werkzeuge und Arbeitsmethoden der soziologischen Forschung. Seine Vorliebe für das Konkrete beschränkt sich nicht auf die Empirie. Das Feld ist für ihn das Rohmaterial, das es ermöglicht, Schritt für Schritt und mit Blick auf die Fakten Theorie zu erarbeiten. Diese induktive Methode der soziologischen Theoriebildung legte Kaufmann in Das verstehende Interview (L’entretien compréhensif, 1996, dt. 1999) dar: Im Unterschied zur klassischen Methode werde die Theorie von den Fakten abgeleitet und dabei laufend überprüft.

## Arbeiten
Kaufmanns Forschungsgegenstände decken soziale Mechanismen auf, über die zuvor wenig bekannt war. Das Thema seiner Untersuchung verweist dabei immer auf Fragen von allgemeinerer Bedeutung, es ist Ausgangspunkt, von dem aus sich weitere Horizonte erschließen: Die Untersuchung von „Paarbeziehungen“ anhand der Wäsche in Schmutzige Wäsche (La Trame conjugale, 1992, dt. 1995), die Soziologie der nackten Brüste am Strand in Frauenkörper – Männerblicke (Corps de femmes, regards d’hommes, 1995, dt. 1996), die Logik der Haushaltstätigkeit in Mit Leib und Seele (Le Cœur à l’ouvrage, 1997, dt. 1999), die Entwicklung des Singlelebens in Singlefrau und Märchenprinz (La Femme seule et le Prince charmant, 1999, dt. 2002), die Entstehung von Liebesgeschichten in Der Morgen danach (Premier matin, 2002, dt. 2004).

## Verbreitung der Forschungsergebnisse
Jean-Claude Kaufmann hatte in den 1980er und 1990er Jahren Expertisen und Empfehlungen für das französische Wohnungsbauministerium und das Kulturministerium, für die Europäische Union, den Europarat und zahlreiche öffentliche Verwaltungen und private Unternehmen erarbeitet. Seit einigen Jahren konzentriert er sich auf Forschen, Schreiben und Vortragen seiner Forschungsergebnisse.
In Ego. Pour une sociologie de l’individu (2001) fasste Kaufmann seine Theorie zusammen, mit Die Erfindung des Ich (L’invention de soi, 2004, dt. 2005) machte er sie anhand von Beispielen aus dem Alltag dem deutschsprachigen Publikum zugänglich.

## Werke
- Schmutzige Wäsche. Zur ehelichen Konstruktion von Alltag. Konstanz: UVK, 1995. ISBN 978-3-89669-831-5.
- Frauenkörper - Männerblicke. Konstanz: UVK, 1996. ISBN 978-3-89669-860-5.
- Mit Leib und Seele. Theorie der Haushaltstätigkeit. Konstanz: UVK, 1999. ISBN 978-3-89669-886-5.
- Singlefrau und Märchenprinz. Über die Einsamkeit moderner Frauen. Konstanz: UVK, 2002. ISBN 978-3-89669-944-2.
- Das verstehende Interview. Theorie und Praxis. Konstanz: UVK, 1999. ISBN 978-3-89669-885-8.
- Der Morgen danach. Wie eine Liebesgeschichte beginnt. Konstanz: UVK, 2004. ISBN 978-3-89669-752-3.
- Schmutzige Wäsche. Ein ungewöhnlicher Blick auf gewöhnliche Paarbeziehungen. Konstanz: UVK, 2005. ISBN 978-3-89669-523-9.
- Der Morgen danach. Wie eine Liebesgeschichte beginnt. München: Goldmann, 2005. ISBN 978-3-442-15363-3.
- Die Erfindung des Ich. Eine Theorie der Identität. Konstanz: UVK, 2005. ISBN 978-3-89669-533-8.
- Frauenkörper - Männerblicke. Soziologie des Oben-ohne. Konstanz: UVK, 2006. ISBN 978-3-89669-556-7.
- Kochende Leidenschaft. Soziologie vom Kochen und Essen. Konstanz: UVK, 2006. ISBN 978-3-89669-558-1.
- Singlefrau und Märchenprinz. Warum viele Frauen lieber allein leben. München: Goldmann, München, 2006. ISBN 978-3-442-15362-6.
- Was sich liebt das nervt sich. Konstanz: UVK, 2008. ISBN 978-3-89669-646-5.
- L'étrange histoire de l'amour heureux. Paris: Armand Colin. ISBN 978-2-200-24275-6.
- Wenn ICH ein anderer ist. Konstanz: UVK, 2010. ISBN 978-3-86764-207-1.
- Sex@mour. Wie das Internet unser Liebesleben verändert. Konstanz: UVK, 2011. ISBN 978-3-86764-283-5.
- Privatsache Handtasche. Konstanz: UVK, 2012. ISBN 978-3-86764-333-7.
- C'est arrivé comme ça. Paris: JC Lattès, 2013. ISBN 978-2-253-17483-7 (Roman).